# Owlient
Owlient ist eine französische Firma, die zum Ubisoft-Konzern gehört. Bekannt wurde sie unter anderem durch die Browserspiele Howrse und Babydow, die auch in deutscher Sprache verfügbar sind.

## Geschichte
Die Firma Owlient wurde am 8. September 2005 gegründet, als das erste Projekt Equideow (die französische Version von Howrse) online ging. Die Firma wurde von Vincent Guth und Olivier Issaly gegründet. Beide lernten sich während des Studiums kennen. Der Name Owlient basiert auf den beiden Vornamen der Gründer (Oliver und Vincent). Aufgrund des Erfolges der Seite entschieden sie sich 2006 dazu, das Studium zu unterbrechen, um sich voll und ganz der Firma Owlient widmen zu können.
Das Spiel Equideow wurde später unter dem Namen Howrse in verschiedene weitere Sprachen übersetzt, weitere Spiele wie Babydow folgten.
Im Juli 2011 wurde bekannt, dass Ubisoft die Firma akquiriert hat, um ihr Portfolio im Bereich Free-to-play-Spiele zu erweitern.
Der Firmensitz befindet sich in Paris. Die Firma beschäftigte im Jahre 2014 45 Angestellte und hat laut eigenen Angaben 55 Millionen Spieler seit 2005, wovon 2 Millionen aktive Spieler sind.

## Produkte
Die Firma Owlient beschäftigt sich vorrangig mit der Entwicklung verschiedener Free-to-play-Titel, die meisten mit Fokus auf das Züchten von Tieren oder Fabelwesen.
- Howrse, ein Browsergame über Pferdezucht
- Tom Clancy’s Elite Squad, eine Smartphone App in der Charaktere aus verschiedenen Tom-Clancy-Titel gegeneinander antreten

Laut firmeneigener Seite sind Spiele in 24 verschiedenen Sprachen vorhanden.

### Eingestellte Produkte
- Howrse Cup, ein Browsergame über Pferdezucht, mit Fokus auf Rennen gegen andere Spieler (beendet)
- Babydow, ein Browsergame über das Großziehen von virtuellen Babies, seit 30. Juni 2014 eingestellt
- Dragow, ein Browsergame über die Drachenzucht, seit 30. Juni 2014 eingestellt
- Aquariow, ein Browsergame über die Fischzucht, eingestellt
- Fashiown, ein Browsergame über Modedesign, eingestellt
- Howrse for Friends (Facebook-App, eingestellt)
- Howrse Quiz, ein Browsergame über Pferdewissen, eingestellt
- Mojow Locow, ein Browsergame in dem kleine Monster durch verschiedene Level geführt und durch Fusionieren verbessert wurden, eingestellt
- Horse Adventure, eine Smartphone App mit 3D Adventure, bei dem mit einem Pferdefreund ein fremdes Land erkundet wurde, eingestellt

## Kritik
Die von Owlient angebotenen Browsergames sprechen durch ihre Aufmachung vorwiegend Kinder und Jugendliche als Zielgruppe an.
Ein zentraler Bestandteil des Spielmodells sind dabei kostenpflichtige virtuelle Spielinhalte – im Falle von Howrse beispielsweise Gegenstände, die die Fähigkeiten der Pferde verbessern oder auch Zugang zu Funktionen des Spiels eröffnen, die andernfalls nicht oder nur nach längerer Spielzugehörigkeit verfügbar wären.
Diese Inhalte werden zudem prominent in der Spielwelt dargeboten.
Einige Kritiker sehen auf diese Weise den Spielspaß und das Weiterkommen im Spiel an die Bereitschaft der Spieler geknüpft, für ein besseres Spielerlebnis auch Geld zu bezahlen.
Zwar sieht das Bezahlsystem von Howrse vor, dass Kinder und Jugendliche vor Käufen bewahrt werden sollen, die nicht von ihren Erziehungsberechtigten autorisiert wurden. Doch in der Realität ist es leicht zu bewerkstelligen, Käufe von Spielinhalten ohne die Kontrolle der Eltern zu tätigen, indem die Spieler beispielsweise diese Autorisationen fälschen und unerlaubt eine Mehrwertnummer anrufen oder eine SMS an eine solche Nummer versenden.
Das Fernsehmagazin Frontal21 brachte einen Beitrag über diese Art von Spielmodell und berichtete darin von einer Howrse-Spielerin, die 267 Mal eine entsprechende Mehrwertnummer gewählt habe, um so genannte „Pässe“ für ihr Spiel zu kaufen (zu der Zeit 1,99 Euro pro „Pass“).